# Vlastislav Chroust
Vlastislav (Vladislav) Chroust (30. července 1895 Olešnice – 26. července 1977 Šternberk) byl architekt a profesor Střední průmyslové školy Přerov.

## Život
Vlastislav Chroust vystudoval Průmyslovou školu stavitelskou v Brně a poté České vysoké učení technické v Praze. Za první světové války byl od roku 1917 legionářem v Rusku, nebyl zajat. Od roku 1931 působil v kuratoriu Městského muzea Přerov.

## Významné stavby
- Pavilon Morava, Brno
- soubor nájemních domů, Přerov
- spoluúčast na stavbě Sokolovny, Přerov